# NGC 5053
NGC 5053 is een bolvormige sterrenhoop in het sterrenbeeld Hoofdhaar. Het hemelobject werd op 14 maart 1784 ontdekt door de Duitse astronoom William Herschel.

## Gelijkbenige driehoek
NGC 5053 vormt samen met de bolvormige sterrenhoop Messier 53 en de ster α Comae Berenicis (Diadem) een gelijkbenige driehoek met een schijnbare diameter van iets meer dan één graad. α Comae Berenicis staat westelijk (preceding) ten opzichte van beide bolvormige sterrenhopen NGC 5053 en Messier 53.

## Synoniemen
- GCL 23